# Gai hoa rủ
Cây Gai hoa rủ hay nhiều khi còn gọi là Gai hoa treo, Gai lá dài (danh pháp khoa học: Boehmeria penduliflora) là loài thực vật có hoa trong họ Tầm ma. Loài này được Wedd. ex D.G.Long mô tả khoa học đầu tiên năm 1982.